# Baron Forres

Wappen der Barone Forres

Baron Forres, of Glenogil in the County of Forfar, ist ein erblicher britischer Adelstitel in der Peerage of the United Kingdom.

## Verleihung
Der Titel wurde am 19. Juni 1922 für den schottischen Geschäftsmann und liberalen Politiker Sir Archibald Williamson, 1. Baronet geschaffen. Diesem war bereits am 29. Juli 1909 der fortan nachgeordnete Titel Baronet, of Glenogil in the County of Forfar, verliehen worden
Heutiger Titelinhaber ist seit 1978 dessen Urenkel Alastair Williamson als 4. Baron.

## Liste der Barone Forres (1922)
- Archibald Williamson, 1. Baron Forres (1860–1931)
- Stephen Williamson, 2. Baron Forres (1888–1954)
- John Williamson, 3. Baron Forres (1922–1978)
- Alastair Williamson, 4. Baron Forres (* 1946)

Titelerbe (Heir Apparent) ist der Sohn des aktuellen Titelinhabers, Hon. George Williamson (* 1972).